# Una rosa en el desayuno
Una rosa en el desayuno (Une rose au petit déjeuner en su versión original) es una obra de teatro de los dramaturgos franceses Pierre Barillet y Jean-Pierre Grédy, estrenada en 1973.

## Argumento
La obra es la historia de Catherine y Nicolas, dos jóvenes, que se han criado juntos desde muy niños como si de hermanos gemelos se tratara. Ahora que ya han crecido, deciden vivir bajo el mismo techo. Pero con lo que no contaban era con que ese amor fraternal podía transformarse en otro tipo de amor, con todas las consecuencias que esto puede conllevar.

## Estreno
- Théâtre des Bouffes-Parisiensen, París. 14 de septiembre de 1973. Estreno.
  - Dirección: René Clermont.
  - Intérpretes: Francis Perrin, Emmanuelle Parèze, Axelle Abbadie.

- Teatro Lara, Madrid, 17 de enero de 1975. Estreno en España
  - Dirección: Gustavo Pérez Puig.
  - Escenografía: Toni Cortés.
  - Intérpretes: Emilio Gutiérrez Caba, María José Goyanes sustituida por Ana Maria Barbany, Africa Pratt, Mercedes Sampietro, Joaquin Kremel, Chelo Vivares.